# Emiliano Armenteros
Emiliano Daniel Armenteros (Monte Grande, 18 de janeiro de 1986) é um futebolista argentino que atua como meia. Atualmente, joga pelo Rayo Vallecano.

## Carreira
Emiliano Daniel Armenteros começou a carreira no Banfield.

## Títulos
Seleção Argentina
- Mundial Sub-20: 2005

Rayo Vallecano
- Segunda División: 2017–18